# Cecilia Britto
Cecilia Catherine Britto (Posadas) es una abogada y política argentina de Unión por la Patria. Fue presidenta interina del Parlamento del Mercosur (Parlasur) desde el 8 de mayo de 2023 al 7 de junio de 2023; convirtiéndose en la primera mujer en ejercer la presidencia del organismo.
Desde el 2015 es Parlamentaria del Mercosur. En agosto de 2022, asumió la vicepresidencia de la delegación argentina del Parlasur.